# 125 Broad Street
125 Broad Street, früher bekannt als 2 New York Plaza, ist ein Wolkenkratzer in Manhattan in New York City, USA. Der Büroturm steht am East River und ist einer der am südlichsten gelegenen Wolkenkratzer der Insel Manhattan.

## Beschreibung
Der Büroturm befindet sich im Viertel South Ferry im Financial District von Manhattan an der Südspitze der gleichnamigen Insel in der Nähe der beiden Fährterminals Staten Island Ferry Whitehall Terminal und Battery Maritime Building. Weiter westlich vom Gebäude befinden sich die Parkanlagen „Peter Minuit Plaza“ und The Battery. Östlich zwischen der 125 Broad Street und dem Büroturm 55 Water Street liegt der Gedenkpark Vietnam Veterans Plaza. Vor dem Gebäude verläuft der Parkway FDR-Drive, dahinter liegt gegenüber im East River auf einem ehemaligen Pier der Hubschrauberlandeplatz „HeliNY – Downtown Manhattan Heliport“. Der Wolkenkratzer steht an der Ecke Broad Street/South Street und dominiert gemeinsam mit benachbarten Hochhäusern, darunter One New York Plaza und 55 Water Street, die östliche Skyline von Downtown Manhattan.
125 Broad Street und weitere drei Gebäude entstanden auf einem Gelände, auf dem nach einem am Ende gescheiterten Plan von 1959 moderner Wohnraum auf der „Battery Park Urban Renewal Area“ entstehen sollte. Der Turm hat ein modernes strukturelles Design, ist 153,6 Meter (504 Fuß) hoch und hat 40 Etagen. Seit 2016 ist der Turm im Besitz der Anwaltskanzlei Sullivan & Cromwell. Er beherbergt neben dem Hauptquartier des Eigentümers verschiedene hochkarätige Mieter aus den Branchen Recht, Finanzdienstleistungen sowie Medien und Verlagswesen. Baubeginn des Büroturms war im Jahr 1970, fertiggestellt und offiziell eröffnet wurde er 1971. Mit den ab 2007 erfolgten energiesparenden Renovierungen erwarb das Gebäude als erster Büroturm in Lower Manhattan das LEED Silver-Zertifikat.

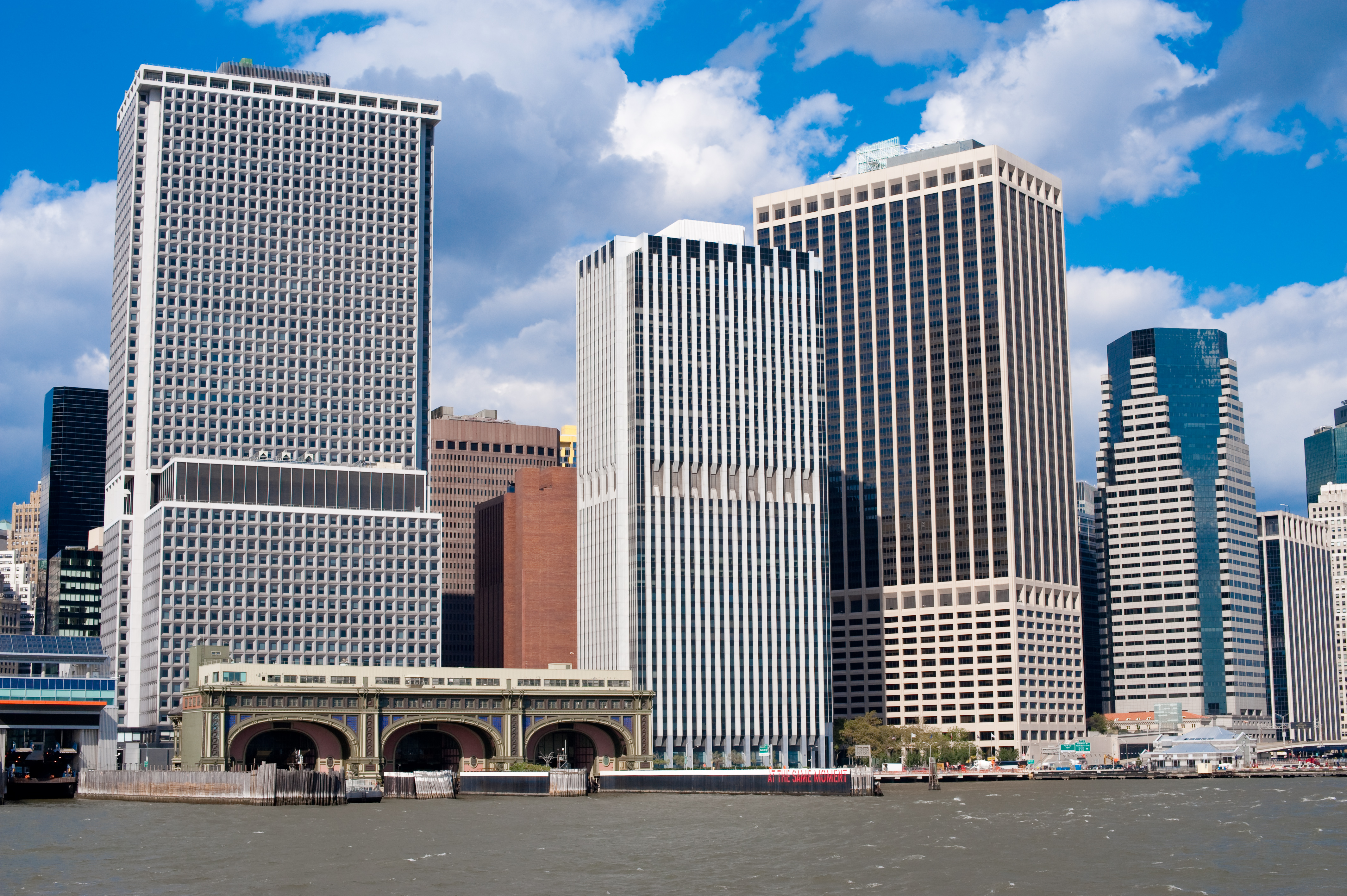
125 Broad Street (Mitte), links davor das Battery Maritime Building

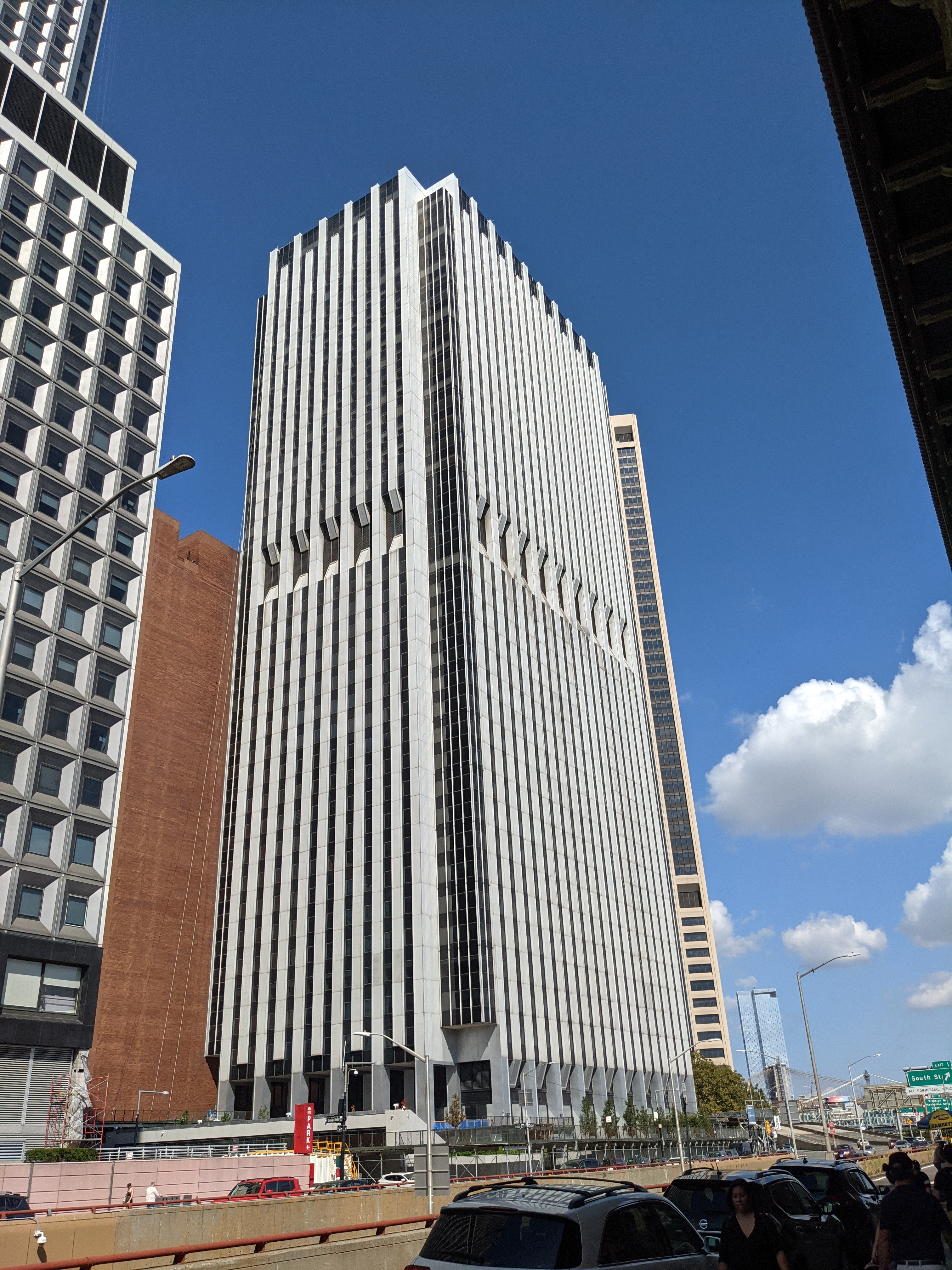
Blick von Süden im Jahr 2021